# Insula Komodo
Insula Komodo este o insulă ce aparține de provincia Nusa Tenggara de Est a Indoneziei. Ea ocupă o suprafață de 390 km² și are peste 2000 de locuitori. Locuitorii insulei sunt urmașii deținuților care au fost deportați aici, insula fiind în trecut un loc de detenție. Populația este în majoritatea de religie musulmană cu un număr mai mic de creștini sau de religie hinduistă. Insula aparține de insulele Sondele Mici. Pe insulă se află Parcul Național Komodo în care trăiesc cei mai mari varani din lume.